# Celebration Pass
Celebration Pass är ett bergspass i Antarktis. Det ligger i Östantarktis. Nya Zeeland gör anspråk på området. Celebration Pass ligger 935 meter över havet.
Terrängen runt Celebration Pass är varierad. Trakten är obefolkad. Det finns inga samhällen i närheten.